# Мантейфель, Фриц
Фриц Мантейфель (нем. Fritz Manteuffel; 11 января 1875, Берлин — 21 апреля 1941, Берлин) — немецкий гимнаст, двукратный чемпион летних Олимпийских игр 1896.
Мантейфель дважды становился чемпионом в составе немецкой сборной по гимнастике — в упражнениях на брусьях и на перекладине. Кроме того, он участвовал в таких индивидуальных соревнованиях, как опорный прыжок, конь, перекладина и параллельные брусья, но не смог занять призовое место ни в одном из них.
Мантейфель также участвовал на летних Олимпийских играх 1900, но он занял лишь 72-е место в многоборье.